# Kandagal, Davanagere
Kandagal là một làng thuộc tehsil Davanagere, huyện Davanagere, bang Karnataka, Ấn Độ.